# Vobarno
Vobarno (Boàren in dialetto bresciano) è un comune italiano di 8 430 abitanti della provincia di Brescia in Lombardia.
Situato nella Valle Sabbia, il comune appartiene alla Comunità Montana della Valle Sabbia. Dista circa 8 chilometri da Salò e dal Lago di Garda.

## Origini del nome
Si pensa derivi dal latino Vadum arenae, ovvero "guado di sabbia".
Il nome Voberna viene riportato nel Marmo di Atinio, cenotafio del I secolo a.C.,  un tempo murato nella base del campanile della parrocchiale di Vobarno e oggi al museo di Santa Giulia a Brescia, in cui il defunto Publio Atinio si rivolge al viaggiatore invitandolo a narrare di aver visto la sua tomba "ai confini d'Italia".

## Storia

### Epoca preromana e romana
Le uniche testimonianze di probabili insediamenti pre-romani ci vengono da alcuni nomi di luogo, tra cui probabilmente il toponimo della località. Numerose sono invece le testimonianze d'epoca romana, fra cui un'epigrafe poi murata (e ancora visibile) alla base della torre comunale, in seguito adibita a campanile della parrocchiale, e il Marmo di Atinio, conservato nel museo di Brescia, riportante un'iscrizione nella quale Publio Atinio, della tribù Fabia, invita il passeggero a sostare durante il suo viaggio e a riferire in seguito ai propri famigliari di aver visto la tomba di Atinio a Voberna "ai confini d'Italia".
La Vobarno di oggi si sviluppa da un primitivo piccolo centro romano, posto sulla riva sinistra del fiume Chiese, dove si trova la chiesa parrocchiale; il vicus era il centro del pagus romano, una circoscrizione vasta quanto sarà nel Medioevo quella della pieve, e la plebs cristiana sostituisce il pago e ne assume le funzioni durante il tragico periodo delle invasioni barbariche (V-VI secolo).

### Epoca medievale
La pieve cristiana fu, dopo il vico romano devastato e disperso dalle invasioni barbariche, l'unità religiosa e sociale che ne continuò la vita nel Medioevo.
La chiesa di Santa Maria Assunta eretta in data incerta, forse nel V o VII secolo, era una delle più antiche formazioni parrocchiali della vallata del fiume Chiese.
Solo Vobarno, Provaglio Val Sabbia, Savallo e Idro dominavano questa estesa regione come centri religiosi. La pieve di Vobarno comprendeva le attuali parrocchie di Prandaglio, Clibbio, Eno, Carvanno e Cecino nella frazione Degagna, la frazione Teglie e forse arrivava fino a Treviso Bresciano e verso la Valvestino ove mantenne diritti accertati fino al XIII secolo; era suddivisa in quattro "decanie": la decania di Piano (Vobarno paese), di Prandaglio, di Teglie e di Carvanno.
Il nome "decania", che era in uso anche sulla riviera del Lago di Garda, è ora rimasto soltanto a quella valletta che si chiama appunto "La Degagna". La pieve di Vobarno era dedicata a S. Maria Assunta, e presso di essa si ergeva il battistero dedicato a san Giovanni Battista, unica fonte battesimale per tutto il vasto pievatico. Altre cappelle o oratori sorsero in Vobarno e nei dintorni.
Nei secoli X o XI si costituì intorno alla Rocca, che dall'alto del colle Cingolo protegge la sottostante corte e domina il passaggio obbligato del fiume Chiese e le due valli Sabbia e Degagna, il feudo vescovile. Le prestazioni dovute dagli abitanti al vescovo di Brescia sono specificate nel Registro 7 della Mensa vescovile, il documento più importante per ricostruire la storia di Vobarno nel Medioevo. Quanto alla Rocca, essa fu distrutta nel 1362 da Bernabò Visconti, fu in seguito trasformata in Chiesa e, dopo un lungo periodo di abbandono, fu recuperata a quest'ultima funzione nel secondo dopoguerra.
Del tutto leggendario è il personaggio di Ardiccio degli Aimoni, vobarnese di nascita e protagonista della storia bresciana del XII secolo, introdotto da G. Maria Biemmi nella sua Storia di Ardiccio degli Aimoni e Alghisio de Gambara e immortalato da Lorenzo Ercoliani nei Valvassori bresciani, autentico classico della letteratura popolare bresciana tra otto e novecento (in cui è ricostruito fra l'altro un immaginario assedio alla Rocca di Vobarno da parte dell'esercito del Valvassori in lotta contro il vescovo di Brescia). Nonostante questo, ad Ardiccio è tuttora dedicata una delle vie del centro storico del paese.

### Epoca veneta
Ignoto è il processo che portò alla costituzione della Vicinia, primo nucleo di quello che diventerà il comune di Vobarno. Tutti i documenti relativi sono stati distrutti in seguito al saccheggio operato nel 1526 dai Lanzichenecchi di Frundsberg, discesi dalle montagne della Degagna durante la loro spedizione culminata con il Sacco di Roma. È questo l'episodio più drammatico nel periodo compreso fra la dedizione a Venezia (1426), che porta all'inserimento di Vobarno nella Magnifica Patria in qualità di capoluogo della Quadra di Montagna, e la terribile pestilenza del 1630 che, a prestar fede alle fonti (Odorici e B. Faino, Coelum Sanctae Brixianae Ecclesiae), avrebbe ridotto la popolazione della metà (dai 1 500 abitanti della metà del Cinquecento ai 750 della metà del Seicento).
Dal punto di vista edilizio, il periodo veneziano vide la costruzione del Ponte vecchio in pietra sul Chiese (fine del Cinquecento) e la ricostruzione della chiesa parrocchiale di Santa Maria Assunta (1756-61), ampliata ed orientata perpendicolarmente rispetto alla precedente, che utilizzò come campanile l'antica torre comunale.

### Epoca moderna
La prima svolta della storia moderna vobarnese è costituita dall'arrivo nel 1797 dei francesi, guidati nella prima campagna d'Italia dal giovane generale Bonaparte, battuti alla Corona, nei pressi di Vobarno, dagli austriaci di Quosdanovich calati dal Trentino. L'anno di Campoformio vede non solo la fine della dominazione veneta, ma anche l'abolizione di tutti i privilegi che distinguevano le famiglie antiche originarie dagli immigrati successivi (già messi in discussione negli ultimi anni prima della tempesta rivoluzionaria).
Consolidato il proprio dominio in seguito alla repressione delle insorgenze filoveneziane (fucilazione del parroco di Vobarno Catazzi), i francesi inserirono i comuni di Vobarno, Teglie (riunito nel 1810 a Vobarno) e Degagna nel Dipartimento del Mella della Repubblica Cisalpina. Secondo i dati riportati dal Sabatti (Quadro statistico del Dipartimento del Mella, 1807) Vobarno avrebbe avuto 1 300 abitanti e Degagna circa 640.
Alla caduta del regime napoleonico, Vobarno e Degagna passarono al Regno Lombardo-Veneto (XIV distretto di Salò) e in seguito al Regno d'Italia (Circondario di Salò).
I decenni successivi all'Unità sono caratterizzati dalla crescita della popolazione, dall'edificazione del nuovo palazzo municipale, dalla costruzione della tranvia per Brescia (1881) e dalla ferrovia diretta a Rezzato (1897), ma soprattutto ha inizio la seconda grande svolta nella storia moderna di Vobarno: la nascita dell'omonima Ferriera, erede di una serie di attività legate alla lavorazione del ferro già documentate nei secoli precedenti.
Fondata nel 1867 dal ragionier Ferrari, fu ulteriormente sviluppata dal Migliavacca e poi dall'ingegner D'Amico che nel 1906 partecipò alla fondazione delle Acciaierie e Ferriere Lombarde, guidate dalla famiglia Falck. La presenza della Falck ha caratterizzato tutta la storia vobarnese del XX secolo, non solo attraverso l'impiego di parte rilevante della forza lavoro locale, ma anche un complesso di iniziative legate alla tipica concezione "paternalistica" della grande industria come dispensatrice o comunque punto di riferimento di opere a vantaggio della popolazione (dalla formazione professionale alla casa di riposo, dalla gestione del tempo libero alla cooperativa di consumo, dal sostegno ai diversi gruppi sociali alla squadra di calcio - Associazione Calcio Falck Vobarno). Anche dal punto di vista politico la presenza della Falck ebbe un peso non indifferente nella vita del comune di Vobarno, al quale nel 1926 venne unito il disciolto comune di Degagna.
La scomparsa dello stabilimento Falck, determinato dalla crisi della siderurgia nell'ultimo quarto del Novecento, ha aperto una fase tuttora in pieno sviluppo, che vede Vobarno notevolmente ampliata nella sua estensione (dal dopoguerra ad oggi la superficie edificata è cresciuta molto più della popolazione, a dimostrazione del diffondersi di un benessere frutto del sacrificio e del duro lavoro) e profondamente modificata nella sua popolazione, con massicce immigrazioni prima da altre località più o meno limitrofe, poi - a fine millennio - da altre nazioni europee e da altri continenti, e con il costituirsi di numerose comunità di origine esteuropea, araba ed africana.

### Simboli
Il simbolo del Comune, la pigna, è ispirato a un manufatto in marmo di origine romana rinvenuto in epoca medioevale nel campanile della chiesa di Santa Maria Assunta, rappresentante appunto una pigna di circa cinquanta centimetri di altezza. Il manufatto è oggi custodito nella Biblioteca comunale.
Il gonfalone è un drappo di azzurro.

## Società

### Evoluzione demografica
Abitanti censiti

### Etnie e minoranze straniere
Secondo i dati ISTAT al 31 dicembre 2021 la popolazione straniera residente è di 1 332 persone, pari al 16,13% della popolazione. Le nazionalità maggiormente rappresentate in base alla loro percentuale sul totale della popolazione residente sono:
- Marocco 394 (4,77%)
- Burkina Faso 143 (1,73%)
- Romania 130 (1,57%)
- Senegal 130 (1,57%)
- Albania 93 (1,13%)
- Pakistan 80 (0,97%)
- India 58 (0,70%)
- Ucraina 45 (0,54%)
- Egitto 34 (0,41%)
- Cina 20 (0,24%)

### Associazioni culturali e di volontariato
Numerose sono le associazioni presenti nel comune. A livello culturale, vanno ricordate la "Compagnia del risveglio", attiva da decenni nel teatro amatoriale; il Gruppo "Giorgio La Pira" (di carattere politico-culturale); la "Compagnia delle pive", promotrice di una collana di "Quaderni" dedicati alla storia e alle tradizioni locali; l'Associazione Il Graffio, attiva dapprima con la pubblicazione di un periodico e poi con l'organizzazione del concorso Musica da Bere per la promozione di musica emergente italiana. Impegnati nel volontariato sono l'Auser (rivolta agli anziani), il gruppo della Protezione civile, i Volontari dell'ambulanza legati all'Associazione carabinieri. Attività sociali sono svolte anche da varie associazioni d'arma, in particolare i tre Gruppi Alpini di Vobarno, Degagna e Pompegnino.

## Cultura
Tra le associazioni culturali Vobarno annovera il Corpo Bandistico Sociale attivo dal 1878. La comunità vanta inoltre una delle biblioteche pubbliche più fornite della provincia, attualmente collocata all'interno delle recuperate aree dismesse dell'ex Falck.

### Scuole
Vobarno è sede - oltre che della primaria "G. E. Falck" e della secondaria di primo grado "A. Migliavacca" - della sezione ITIS dell'Istituto di istruzione superiore di Valle Sabbia, articolata nelle specializzazioni informatica e telecomunicazioni; meccanica, meccatronica ed energia; grafica e comunicazione. Il bacino di utenza della scuola si estende a tutta la Valle Sabbia, ai comuni del medio Garda e della Valtennesi. Sono inoltre presenti una scuola materna statale e due paritarie.

### Feste e fiere
- La festa della Madonna della Rocca che si svolge la seconda domenica e lunedì di settembre e celebra il voto fatto dai Vobarnesi in tempo di guerra alla Madonna
- La festa di San Benedetto da Norcia, la seconda domenica di luglio a Pompegnino con la tradizionale festa alpina;
- La festa di San Giuseppe, che ha luogo il 1º maggio a Carvanno;
- La festa di Santa Margherita, che si svolge la seconda metà di luglio a Carpeneda;
- La festa della Madonna della Neve, i primi di agosto a Teglie e Lizzane
- La festa di S. Alessandro che si svolge la terza domenica di agosto nella frazione di Degagna.
- La festa della Madonna del Faè che si tiene nel primo fine settimana di settembre a Carvanno.
- La festa alpina del Gruppo Alpini di Vobarno, in data variabile del periodo estivo
- Concorso di pittura estemporanea "Vobarno e i suoi colori", nella prima settimana di ottobre (tradizione dal 1988), in cui viene annualmente premiato il quadro migliore che ha come soggetto il paese.

Settimanalmente ha luogo il mercato rionale il venerdì mattina nel centro di Vobarno. Inoltre c'è la festa religiosa delle 40 ore che cade 8 giorni dopo Pasqua.

### Ricorrenze
Durante la seconda settimana di settembre si celebra la festa della Madonna della Rocca, in assoluzione di un voto di devozione formulato l'8 dicembre 1944 alla stessa. Il voto prevedeva la ristrutturazione e l'abbellimento da parte dei fedeli del santuario della Madonna della Rocca una volta finita la seconda guerra mondiale, voto che fu attuato il 9 settembre 1945. Venne inoltre fissata la festa del santuario stesso al lunedì della seconda settimana di settembre, che divenne tradizione dal 1946.

## Geografia antropica
Quello che oggi si chiama semplicemente "il Comune", si denominò dal principio "la Vicina", o "Vicinanza", e in seguito con il nome più pomposo de "la Università del Comune di Vobarno", che comprendeva le piccole ville di Pompegnino, Clibbio, Collio, Teglie, ognuna delle quali aveva i suoi rappresentanti nel Consiglio Generale, composto nel 1633 di settanta membri, che eleggevano la deputazione speciale di amministrazione.
Oggi il territorio comunale è composto, oltre dal capoluogo da otto frazioni: Pompegnino, Collio, Degagna con Eno e Carvanno, Teglie e Moglia e Carpeneda.

## Infrastrutture e trasporti

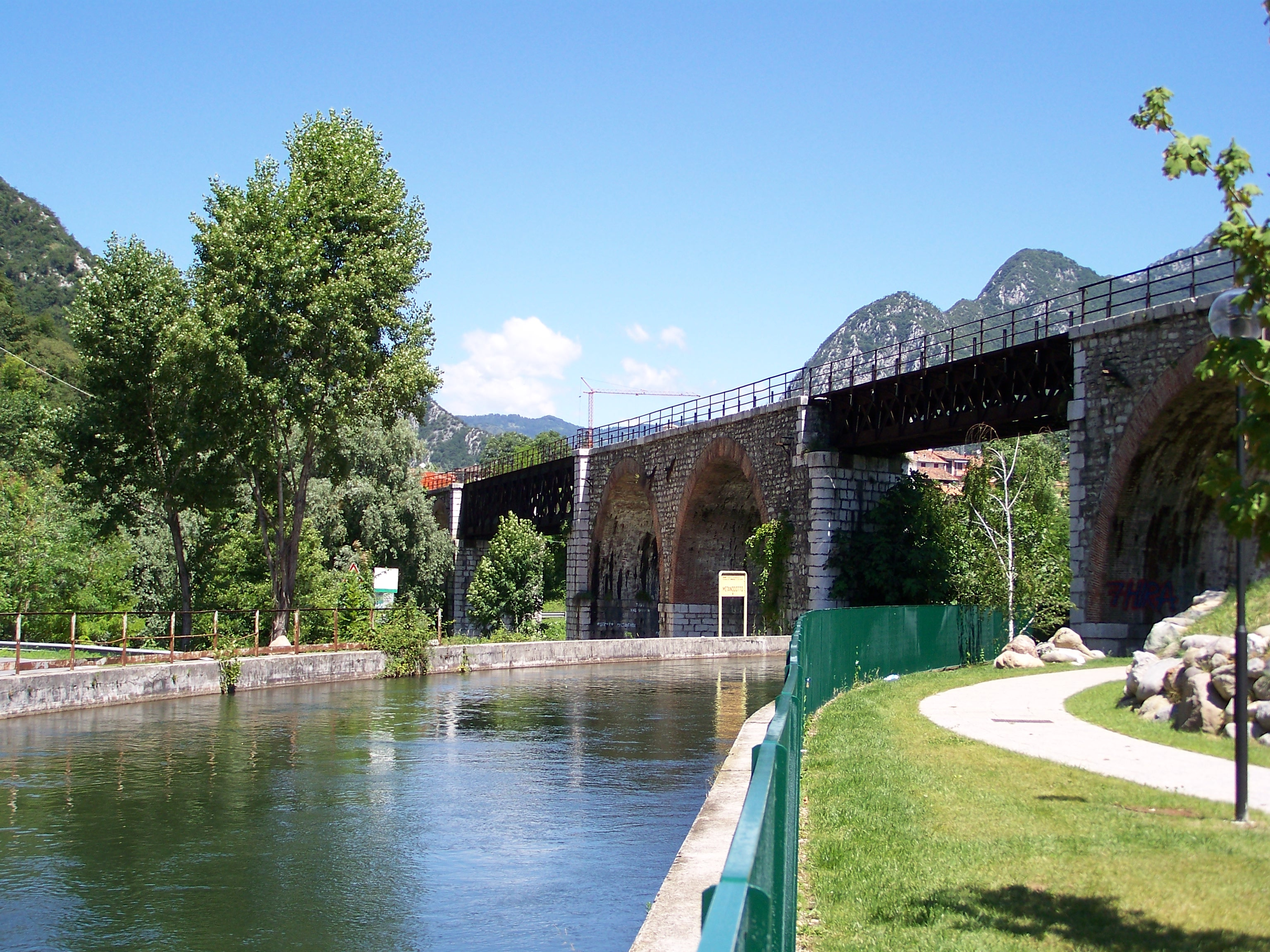
Ponte ferroviario nella frazione di Pompegnino

### Strade
Il paese è servito dalla superstrada Villanuova sul Clisi-Barghe che è strutturata come Strada statale 45 ter Gardesana Occidentale, nel primo tratto fino all'uscita Vobarno-Roè Volciano, e, in seguito, come strada provinciale BS237d1, dove è presente l'uscita Clibbio-Carpeneda.
Il centro abitato è attraversato dalla strada provinciale IV Tormini-Barghe.

### Ferrovie e tranvie
Il 16 dicembre 1897 fu aperta la ferrovia Rezzato-Vobarno. A servizio del paese fu attivata una fermata, mentre la stazione capolinea era raccordata alla Ferriera. La linea ferroviaria fu soppressa nel 1968.
Sulla strada provinciale Tormini-Barghe, tra il 1881 e il 1932, fu in esercizio la tranvia Tormini-Vestone-Idro. Oltre alla stazione tranviaria, posta a sud del paese, era presente un'altra stazione a servizio della località Carpeneda. Una fermata serviva la frazione di Collio, mentre un'altra - denominata Vobarno Paese - era posta all'interno del centro abitato.

### Mobilità extraurbana
Vobarno è servito dall'autolinea Salò-Vestone facente parte della S202, esercita da Arriva Italia per conto del consorzio Trasporti Brescia Nord.

## Amministrazione
| Periodo        | Periodo        | Primo cittadino  | Partito                                  | Carica           | Note   |
| -------------- | -------------- | ---------------- | ---------------------------------------- | ---------------- | ------ |
| 24 aprile 1995 | 10 agosto 2003 | Marina Corradini | Lista civica di centro-sinistra          | Sindaco          | [ 10 ] |
| 11 agosto 2003 | 14 giugno 2004 | Serenella Papa   | Lista civica di centro-sinistra          | vicesindaco f.f. |        |
| 14 giugno 2004 | 26 maggio 2014 | Carlo Panzera    | Lista civica di centro-sinistra          | Sindaco          |        |
| 26 maggio 2014 | 27 maggio 2019 | Giuseppe Lancini | Lista civica di centro-destra            | Sindaco          |        |
| 27 maggio 2019 | in carica      | Paolo Pavoni     | Forza Italia-Lega Nord-Fratelli d'Italia | Sindaco          |        |

### Gemellaggi
- Sümeg, dal 2008[senza fonte]

## Sport

### Polisportiva Vobarno A.S.D.
Società nata da otto sportivi Vobarnesi. L'impegno precipuo che si posero i fondatori fu di aiutare la crescita e la diffusione dello sport tra i Cittadini Vobarnesi sia a carattere amatoriale che agonistico. Le prime due Sezioni furono “sport invernali” e “atletica leggera”, a queste si sono successivamente aggiunte escursionisti, pallavolo, pallacanestro, tennis; tutte le sezioni sono affiliate alle varie federazioni del Coni. I Soci iscritti spaziano dai 6 agli 80 anni. Il Consiglio Direttivo viene eletto ogni triennio ed è composto da 7 consiglieri eletti direttamente dai Soci a cui si aggiungono i responsabili di ogni Sezione eletti tra gli appassionati delle varie discipline: atletica, pallacanestro, escursionismo, sci, tennis e pallavolo.
La principale squadra di calcio della città milita nel girone lombardo di Eccellenza. I colori sociali sono: l'azzurro ed il bianco.